# Тарковське шамхальство

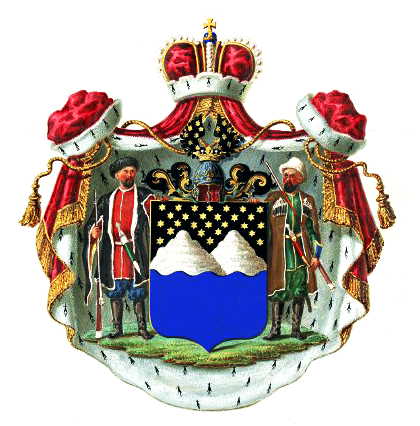
Герб князів Тарковських з 20 серпня 1853

Тарковське шамхальство — феодальне володіння в населеній кумиками південно-східній частині сучасної Республіки Дагестан із центром Тарки, від річки Терек до південних кордонів Дагестану.

## Історія
Утворилось у першій половині XV століття на базі держави Гумік, що згадується у працях східних авторів. До складу шамхальства входили такі поселення: Тарки, Кяхулай-Торкалі, Амірхан-кент, Агач-аул, Атли-боюн, Альбурікент, Кум-Тор-кала, Капчугай, Великі Казанища, Малі Казанища, Буглен, Халімбекаул, Ерпелі, Каранай, Ішкарти, Ахатли, Буйнак, Карабудахкент, Губден, Кадар, Гелі. Окрім осілих кумиків, на території шамхальства було 346 кибиток кочівних ногайців. Всередині шамхальства зберігались ще окремі феодальні уділи — бійліки. Таких уділів у XVIII столітті налічувалось чотири: Буйнакський, Ерпелінський, Карабудахкентський та Бамматулінський. Окрім того, в нагірному Дагестані були союзи сільських громад, залежні від шамхала, — Акушинський, Цудахарський і Койсубулінський союзи..
У Тарковському шамхальстві правила місцева гілка кумицьких правителів.
Найвідоміші правителі:
- Будай I — загинув у бою з московським військом в Кабарді 1566 року.
- Чопан-Шаухал (1571–1588) — брав активну участь у внутрішньоіранських міжусобицях, в останні роки життя був союзником Османської імперії.
- Аділь-Герей I (1609–1614) — відзначився у війнах з Московським царством (особливо у битвах під Бойнаком 1594 та в долині Караман 1605), дотримувався проіранського політичного курсу.
- Сурхай III (1641–1667) — проводив активну зовнішню політику, здобув перемоги над московськими військами у битвах на Герменчицькому полі та під Суюнч-Кала (Сунженський остріг) у 1651 та 1653 роках відповідно.
- Будай II (1667–1692) відзначився у битвах з Іраном та Московським царством (надавав, зокрема, активну допомогу кримським ханам у їхніх війнах з Московією), відомий також покровительством козакам-старообрядцям, яких у Московії переслідували.

В результаті боротьби з Грузією та кабардинськими князями, а також частих походів московських військ проти шамхальства, до початку XVIII століття від великої держави залишилось тільки невелике володіння вздовж Каспійського моря (загальною площею до 3 тис. км²)

## Список шамхалів XV–XIX століть
В дужках зазначено дати правління.
1. Сурхай (1641—68)
2. Будай (1668—92)

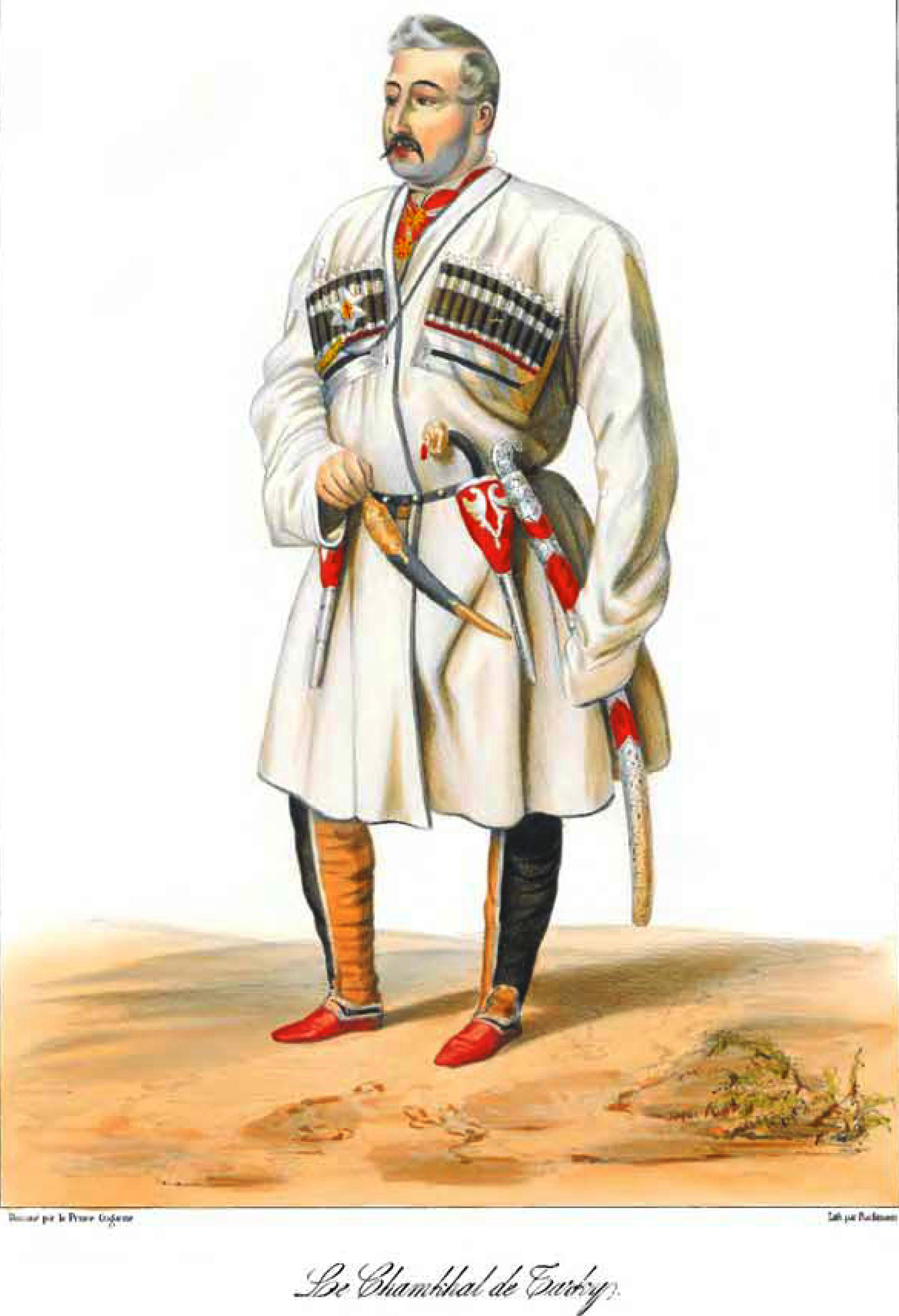
Шамхал Тарковський (Абу-Муслім, худ. Г. Г. Гагарін, 1845)

3. Муртуз-Алі I (1692–1700), син Сурхая
4. Умалат (1717—19)
5. Аідль-Герей (1719—25), син Будая
6. Хасболат (1734—59), син Аділь-Герея
7. Баммат I (Тішсіз; 1763—65), онук Аділь-Герея
8. Мехті I (Ширданчі; 1765), син Муртуз-Алі I
9. Муртуз-Алі II (1765–1783), син Мехті I
10. Баммат II (1783–1794), син Мехті I
11. Мехті II (1794–1830), син Баммата II
12. Сулейман-Паша Тарковський(1830–1836), син Мехті II
13. Абу-Муслім-Хан Тарковський (1836–1860), син Мехті II
14. Шамсутдін-Хан Тарковський (1860–1867), син Абу-Мусліма

Остаточне приєднання Тарковського шамхальства й інших територій Дагестану до Росії було закріплено Гюлістанським мирним договором 1813 року. 1867 Тарковське шамхальство було ліквідовано, а на його території було утворено Темір-Хан-Шуринський округ Дагестанської області.